# Дјединки
Дјединки (слч. Dedinky) насељено је мјесто са административним статусом сеоске општине (слч. obec) у округу Рожњава, у Кошичком крају, Словачка Република.

## Становништво
| Година:    | 1994. | 2004.    | 2014.   | 2024.    |
| ---------- | ----- | -------- | ------- | -------- |
| Број људи: | 432   | 303      | 279     | 224      |
| Разлика:   |       | -29,86 % | -7,92 % | -19,71 % |

| Година:    | 2023. | 2024.   |
| ---------- | ----- | ------- |
| Број људи: | 225   | 224     |
| Разлика:   |       | -0,44 % |

Према подацима о броју становника из 2011. године насеље је имало 289 становника.